# Boote (Zeitschrift)
Boote ist ein monatlich erscheinendes, deutschsprachiges Magazin, das sich an Motorbootfahrer richtet. Das Magazin wurde 1967 gegründet und erscheint im Delius Klasing Verlag.
Die Zeitschrift behauptet in Deutschland die marktbeherrschende Stellung und ist darüber hinaus Europas größtes Motorboot-Magazin. Der Redaktionssitz ist Hamburg.

## Geschichte
Die 1904 erstmals herausgegebene Zeitschrift Die Yacht behandelte, wie der früherer Untertitel „Illustrierte Wochenschrift für Segeln, Motorbootswesen, Yachtreisen und Schiffbau“ zeigte, nicht nur Themen des Segelsports, sondern auch des motorisierten Wassersports. 1923 wurde die Zeitschrift vom Delius Klasing Verlag übernommen, der bis dahin die Zeitschrift Das Motorschiff und Motorboot herausgegeben hatte. In den Folgejahren war Die Yacht sowohl das offizielle Verbandsorgan des Deutschen Segler-Verbandes als auch des Deutschen Motoryachtverbandes. Nach dem Zweiten Weltkrieg fokussierte sich die Yacht dann mehr und mehr auf Themen des Segelsports.
In der Zeit des Wirtschaftswunder nach dem Zweiten Weltkrieg kauften immer mehr Deutsche kleine Motorboote, die sie auf dem Autodach oder einem Anhänger transportieren konnten Der Delius Klasing Verlag trug diesem Trend durch die Herausgabe einer Zeitschrift auto & boot Rechnung. Da sich weder die eine noch die andere Zielgruppe angesprochen fühlte, hatte die Zeitschrift keinen Erfolg. Der Verlag kaufte daraufhin die Rechte einer in München nach einem halben Jahr gescheiterten Zeitschrift Boote auf und gab unter diesem Namen im März 1967 erstmals ein neues Magazin heraus. Die Zeitschrift berichtete bis in die 1980er Jahre auch über Themen für Segler, entsprechend allgemein gehalten war der Untertitel der Zeitschrift: „Magazin für Freizeit-Kapitäne“.
Mitbewerber in der Gründungszeit waren die Zeitschriften Das Motorboot (Heinz Flücht Verlag, Gräfelfing) und stander (Westdeutschen Verlagsanstalt, Herford). Der stander wurde Ende 2002 eingestellt, der Delius Klasing Verlag kaufte die Namensrechte. Der Hinweis „VEREINT MIT stander“ wurde 2003 noch mit auf der Titelseite ausgedruckt, seitdem steht er nur noch im Impressum. Aktuell ist der einzige Mitbewerber auf dem deutschen Markt die Zeitschrift skipper, die ihrerseits Mitte 2016 einen weiteren Mitbewerber, den Bootshandel, übernommen hatte.
Der Preis für ein Einzelheft in Deutschland lag 1967 bei 3,50 DM, 2017 betrug er 5,20 €. Mittlerweile gibt es die Ausgaben auch als E-Paper, der Einzelpreis dafür beträgt 5,99 €. Print- und elektronische Ausgabe sind auch im Abonnement erhältlich.

## Themen
Die Themenbereiche der Hefte sind (Stand 2017):
- Magazin
- Test & Fahrberichte
- Service & Technik
- Reise & Revier,

wobei Reiseberichte sowie Boots-Vorstellungen und -Tests den größten Raum einnehmen.